# Metchosin
Metchosin est une municipalité de district appartenant à la Région métropolitaine de Victoria en Colombie-Britannique au Canada.

## Situation
Highlands est situé au sud-ouest de l'agglomération du Grand Victoria sur l'île de Vancouver. La municipalité est bordée par la mer des Salish et le détroit Juan de Fuca au sud et à l'est, ainsi que les municipalités de Sooke à l'ouest, Langford et Colwood au nord.

## Histoire
Les colons européens s'y établissent dans les années 1850 et y pratiquent l'agriculture. La municipalité est constituée en 1984.

## Démographie
| 2001  | 2006  | 2011  | 2016  |
| ----- | ----- | ----- | ----- |
| 4 857 | 4 795 | 4 803 | 4 708 |